# FC Irtysh Pavlodar
FC Irtysh Pavlodar (tiếng Kazakh: Ертіс Футбол Клубы, Ertis Fuwtbol Kluwbı) là một câu lạc bộ bóng đá Kazakhstan có sân nhà là Sân vận động trung tâm ở Pavlodar. Irtysh vô địch Giải bóng đá ngoại hạng Kazakhstan các mùa 1993 (với tên gọi Ansat), 1997, 1999, 2002 và 2003. Câu lạc bộ cũng là thành viên sáng lập của hạng đấu cao nhất và chưa bao giờ xuống các hạng thấp hơn. Irtysh đã nhiều lần tham gia Giải vô địch bóng đá các câu lạc bộ châu Á, vào đến bán kết năm 2001, và thi đấu vòng loại Giải vô địch bóng đá các câu lạc bộ châu Âu năm 2003.

## Lịch sử

### Tên gọi
- 1965: Thành lập với tên gọi Irtysh
- 1968: Đổi tên thành Traktor
- 1993: Đổi tên thành  Ansat
- 1996: Đổi tên thành  Irtysh
- 1999: Đổi tên thành  Irtysh-Bastau vì lý do tài trợ
- 2000: Đổi tên thành  Irtysh again

### Lịch sử giải quốc gia
| Mùa giải | Giải đấu | Giải đấu | Giải đấu | Giải đấu | Giải đấu | Giải đấu | Giải đấu | Giải đấu | Giải đấu | Cúp bóng đá Kazakhstan | Vua phá lưới                | Vua phá lưới | Huấn luyện viên                           |
| Mùa giải | Hạng     | Vị thứ   | St       | T        | H        | B        | BT       | BB       | Đ        | Cúp bóng đá Kazakhstan | Tên                         | Giải đấu     | Huấn luyện viên                           |
| -------- | -------- | -------- | -------- | -------- | -------- | -------- | -------- | -------- | -------- | ---------------------- | --------------------------- | ------------ | ----------------------------------------- |
| 1992     | thứ 1    | 3        | 26       | 14       | 8        | 4        | 39       | 22       | 36       | -                      | Rylov                       | 16           | Yaryshev                                  |
| 1993     | thứ 1    | 1        | 22       | 14       | 6        | 2        | 43       | 15       | 34       | -                      | Antonov                     | 20           | Yaryshev / Veretnov                       |
| 1994     | thứ 1    | 2        | 30       | 17       | 7        | 6        | 57       | 14       | 41       | -                      | Abildaev                    | 14           | Veretnov                                  |
| 1995     | thứ 1    | 7        | 30       | 12       | 9        | 9        | 38       | 28       | 45       | -                      | Antonov / D.Malikov / Rylov | 8            | Chebotarev                                |
| 1996     | thứ 1    | 2        | 34       | 23       | 5        | 6        | 60       | 22       | 74       | -                      | Antonov                     | 21           | Veretnov                                  |
| 1997     | thứ 1    | 1        | 26       | 17       | 5        | 4        | 46       | 15       | 56       | -                      | Zubarev                     | 10           | Veretnov                                  |
| 1998     | thứ 1    | 3        | 26       | 17       | 6        | 3        | 44       | 15       | 57       | Vô địch                | Antonov                     | 10           | Talgayev / Berdalin                       |
| 1999     | thứ 1    | 1        | 30       | 24       | 4        | 2        | 69       | 19       | 76       | -                      | Zubarev                     | 22           | Chernov / Linchevskiy                     |
| 2000     | thứ 1    | 3        | 28       | 19       | 3        | 6        | 50       | 26       | 60       | -                      | Mendes                      | 21           | Linchevskiy                               |
| 2001     | thứ 1    | 4        | 32       | 17       | 9        | 6        | 48       | 22       | 60       | Á quân                 | Mendes                      | 9            | Nazarenko                                 |
| 2002     | thứ 1    | 1        | 32       | 21       | 8        | 3        | 63       | 14       | 71       | Á quân                 | Shatskikh                   | 13           | Ogai                                      |
| 2003     | thứ 1    | 1        | 32       | 25       | 3        | 4        | 59       | 20       | 78       | -                      | Agaýew                      | 11           | Ogai                                      |
| 2004     | thứ 1    | 2        | 36       | 24       | 7        | 5        | 56       | 16       | 79       | -                      | Tleshev                     | 12           | Ogai                                      |
| 2005     | thứ 1    | 5        | 30       | 18       | 3        | 9        | 51       | 24       | 57       | -                      | Tleshev                     | 20           | Volgin                                    |
| 2006     | thứ 1    | 6        | 30       | 13       | 8        | 9        | 34       | 24       | 47       | -                      | Urazow                      | 10           | Volgin                                    |
| 2007     | thứ 1    | 4        | 30       | 16       | 4        | 10       | 34       | 27       | 52       | -                      | Strukov                     | 8            | Volgin                                    |
| 2008     | thứ 1    | 3        | 30       | 18       | 8        | 4        | 58       | 28       | 62       | Tứ kết                 | Tleshev                     | 13           | Saduov                                    |
| 2009     | thứ 1    | 9        | 26       | 8        | 5        | 13       | 24       | 31       | 29       | Tứ kết                 | Daskalov                    | 5            | Saduov / Nazarenko                        |
| 2010     | thứ 1    | 3        | 32       | 16       | 8        | 8        | 39       | 30       | 56       | Vòng Ba                | Daskalov                    | 15           | Baisufinov                                |
| 2011     | thứ 1    | 5        | 32       | 15       | 5        | 12       | 50       | 50       | 32       | Bán kết                | Maltsev                     | 10           | Baisufinov                                |
| 2012     | thứ 1    | 2        | 26       | 15       | 6        | 5        | 46       | 20       | 51       | Á quân                 | Bakayev                     | 14           | Baisufinov                                |
| 2013     | thứ 1    | 4        | 32       | 12       | 8        | 12       | 41       | 39       | 27       | Bán kết                | Begalyn                     | 5            | Baisufinov                                |
| 2014     | thứ 1    | 10       | 32       | 9        | 7        | 16       | 39       | 44       | 25       | Tứ kết                 | Dudchenko                   | 11           | Baisufinov / Rüütli / Saduova / Cheryshev |
| 2015     | thứ 1    | 6        | 32       | 10       | 10       | 12       | 37       | 39       | 25       | Vòng Hai               | Dudchenko                   | 8            | Cheryshev / Klimov / Dimitrov             |
| 2016     | thứ 1    | 3        | 32       | 14       | 7        | 11       | 52       | 36       | 49       | Bán kết                | Murtazayev                  | 18           | Dimitrov                                  |

### Lịch sử cấp châu lục
| Mùa giải  | Giải đấu                                            | Vòng đấu              | Câu lạc bộ thi đấu | Sân nhà | Sân khách | Tổng tỷ số |
| --------- | --------------------------------------------------- | --------------------- | ------------------ | ------- | --------- | ---------- |
| 1994–95   | Cúp các câu lạc bộ đoạt cúp bóng đá quốc gia châu Á | Vòng sơ loại          | Neftchi Fargʻona   | 0–3     |           |            |
| 1994–95   | Cúp các câu lạc bộ đoạt cúp bóng đá quốc gia châu Á | Vòng sơ loại          | Köpetdag Aşgabat   | 0–2     |           |            |
| 1994–95   | Cúp các câu lạc bộ đoạt cúp bóng đá quốc gia châu Á | Vòng sơ loại          | Sitora Dushanbe    | 4–0     |           |            |
| 1994–95   | Cúp các câu lạc bộ đoạt cúp bóng đá quốc gia châu Á | Vòng sơ loại          | Alga Bishkek       | 0–1     |           |            |
| 1998–99   | Cúp các câu lạc bộ đoạt cúp bóng đá quốc gia châu Á | Vòng Một              | Köpetdag Aşgabat   | 1–4     | 3–0       | 4–41       |
| 1999–2000 | Cúp các câu lạc bộ đoạt cúp bóng đá quốc gia châu Á | Vòng Một              | Pakhtakor Tashkent | 7–0     | 2–5       | 9–5        |
| 1999–2000 | Cúp các câu lạc bộ đoạt cúp bóng đá quốc gia châu Á | Vòng Hai              | Varzob Dushanbe    | 4–0     | 1–0       | 5–0        |
| 1999–2000 | Cúp các câu lạc bộ đoạt cúp bóng đá quốc gia châu Á | Tứ kết                | Al-Hilal           | 0–2     |           |            |
| 1999–2000 | Cúp các câu lạc bộ đoạt cúp bóng đá quốc gia châu Á | Tứ kết                | Persepolis         | 0–1     |           |            |
| 1999–2000 | Cúp các câu lạc bộ đoạt cúp bóng đá quốc gia châu Á | Tứ kết                | Al Shorta          | 2–3     |           |            |
| 2000–01   | Cúp các câu lạc bộ đoạt cúp bóng đá quốc gia châu Á | Vòng Một              | Nisa Aşgabat       | 3–1     | 2–1       | 5–2        |
| 2000–01   | Cúp các câu lạc bộ đoạt cúp bóng đá quốc gia châu Á | Vòng Hai              | Varzob Dushanbe    | 4–1     | 3–2       | 7–3        |
| 2000–01   | Cúp các câu lạc bộ đoạt cúp bóng đá quốc gia châu Á | Tứ kết                | Al-Hilal           | 0–0     |           |            |
| 2000–01   | Cúp các câu lạc bộ đoạt cúp bóng đá quốc gia châu Á | Tứ kết                | Persepolis         | 0–0     |           |            |
| 2000–01   | Cúp các câu lạc bộ đoạt cúp bóng đá quốc gia châu Á | Tứ kết                | Al-Ittihad         | 2–1     |           |            |
| 2000–01   | Cúp các câu lạc bộ đoạt cúp bóng đá quốc gia châu Á | Bán kết               | Júbilo Iwata       | 0–1     |           |            |
| 2000–01   | Cúp các câu lạc bộ đoạt cúp bóng đá quốc gia châu Á | Playoff tranh hạng ba | Persepolis         | 0–2     |           |            |
| 2003–04   | Giải vô địch bóng đá các câu lạc bộ châu Âu         | Vòng loại thứ nhất    | Omonia Nicosia     | 1–2     | 0–0       | 1–2        |
| 2009–10   | UEFA Europa League                                  | Vòng loại thứ nhất    | Haladás            | 2–1     | 0–1       | 2–2 (a)    |
| 2011–12   | UEFA Europa League                                  | Vòng loại thứ nhất    | Jagiellonia        | 2–0     | 0–1       | 2–1        |
| 2011–12   | UEFA Europa League                                  | Vòng loại thứ hai     | Metalurgi Rustavi  | 0–2     | 1–1       | 1–3        |
| 2013–14   | UEFA Europa League                                  | Vòng loại thứ nhất    | Levski Sofia       | 2–0     | 0–0       | 2–0        |
| 2013–14   | UEFA Europa League                                  | Vòng loại thứ hai     | Široki Brijeg      | 3–2     | 0–2       | 3–4        |

1 Irtysh bị loại khỏi giải đấu vì sử dụng hai cầu thủ không hợp lệ.
- IFA Shield

1993: Á quân

## Danh hiệu
Giải bóng đá ngoại hạng Kazakhstan (5)1993, 1997, 1999, 2002, 2003
Cúp bóng đá Kazakhstan (1)1998
Cúp Cộng hòa Xã hội chủ nghĩa Xô viết Kazakhstan (1)1988

## Đội hình hiện tại
Tính đến 8 tháng 8 năm 2016
Ghi chú: Quốc kỳ chỉ đội tuyển quốc gia được xác định rõ trong điều lệ tư cách FIFA. Các cầu thủ có thể giữ hơn một quốc tịch ngoài FIFA.
| Số | VT | Quốc gia             | Cầu thủ                                  |
| -- | -- | -------------------- | ---------------------------------------- |
| 1  | TM | Kazakhstan           | David Loria                              |
| 20 | TM | Kazakhstan           | Anton Tsirin                             |
| 35 | TM | Kazakhstan           | Serikbol Kapanov                         |
| 4  | HV | Litva                | Georgas Freidgeimas (loan from Žalgiris) |
| 8  | HV | Kazakhstan           | Damir Dautov                             |
| 15 | HV | Bosna và Hercegovina | Semir Kerla                              |
| 23 | HV | Kazakhstan           | Piraliy Aliev                            |
| 25 | HV | Kazakhstan           | Ruslan Yesimov                           |
| 13 | TV | Kazakhstan           | Alibek Ayaganov                          |

| Số | VT | Quốc gia     | Cầu thủ             |
| -- | -- | ------------ | ------------------- |
| 16 | TV | Cộng hòa Séc | Tomáš Jirsák        |
| 11 | TV | Gruzia       | Shota Grigalashvili |
| 33 | TV | Kazakhstan   | Kazbek Geteriev     |
| 57 | TV | Kazakhstan   | Artyom Popov        |
| 77 | TV | Kazakhstan   | Vladimir Vomenko    |
| 40 | TV | Bồ Đào Nha   | Carlos Fonseca      |
| 45 | TĐ | Kazakhstan   | Roman Murtazayev    |
| 9  | TĐ | Sénégal      | Djiby Fall          |
| 10 | TĐ | Chile        | Ignacio Herrera     |

### Cho mượn
Ghi chú: Quốc kỳ chỉ đội tuyển quốc gia được xác định rõ trong điều lệ tư cách FIFA. Các cầu thủ có thể giữ hơn một quốc tịch ngoài FIFA.
| Số | VT | Quốc gia   | Cầu thủ                          |
| -- | -- | ---------- | -------------------------------- |
| 22 | TĐ | Kazakhstan | Dmitri Rybalko (ở Makhtaaral)    |
| 24 | TĐ | Kazakhstan | Kuanysh Begalin (ở Akzhayik)     |
| —  | HV | Kazakhstan | Igor Nazarov (ở Kaisar)          |
| —  | HV | Kazakhstan | Nursultan Alibayov (ở Ekibastuz) |

| Số | VT | Quốc gia   | Cầu thủ                                    |
| -- | -- | ---------- | ------------------------------------------ |
| —  | HV | Kazakhstan | Dauren Orymbay (ở Ekibastuz)               |
| —  | TV | Kazakhstan | Bagdat Urazaliev (ở Ekibastuz)             |
| —  | TV | Kazakhstan | Yuri Chifin (ở Ekibastuz)                  |
| —  | TĐ | Kazakhstan | Muratkhan Zeynollin (ở Shakhter Karagandy) |

## Huấn luyện viên
- Leonid Nazarenko (2001)
- Dmitriy Ogai (2002–04)
- Sergei Volgin (2005–07)
- Leonid Nazarenko (21 tháng 5 năm 2009 – 31 tháng 12 năm 2009)
- Serik Abdualiev (1 tháng 1 năm 2010 – 31 tháng 12 năm 2010)
- Talgat Baisufinov (1 tháng 1 năm 2010 – 17 tháng 2 năm 2014)

Thông tin chính xác tính đến trận đấu diễn ra ngày 20 tháng 8 năm 2016. Chỉ các trận chính thức mới được tính.
| Tên              | Quốc tịch  | Từ                   | Đến                  | St. | T  | H  | B  | BT | BB | %T     | Danh hiệu | Ghi chú |
| ---------------- | ---------- | -------------------- | -------------------- | --- | -- | -- | -- | -- | -- | ------ | --------- | ------- |
| Tarmo Rüütli     | Estonia    | 6 tháng 3 năm 2014   | 2 tháng 5 năm 2014   | 9   | 2  | 2  | 5  | 9  | 14 | 022,22 |           |         |
| Oirat Saduov     | Kazakhstan | 2 tháng 5 năm 2014   | 27 tháng 10 năm 2014 | 25  | 8  | 8  | 9  | 33 | 32 | 032,00 |           |         |
| Dmitri Cheryshev | Nga        | 27 tháng 10 năm 2014 | 8 tháng 5 năm 2015   | 14  | 2  | 6  | 6  | 14 | 17 | 014,29 |           |         |
| Sergey Klimov    | Kazakhstan | 8 tháng 5 năm 2015   | 1 tháng 6 năm 2015   | 3   | 1  | 1  | 1  | 6  | 5  | 033,33 |           |         |
| Dimitar Dimitrov | Bulgaria   | 1 tháng 6 năm 2015   |                      | 54  | 24 | 11 | 19 | 79 | 62 | 044,44 |           |         |

- Ghi chú:

St – Tổng số các trận đã đấu
T – Trận thắng
H – Trận hòa
B – Trận thua
BT – Bàn thắng
BB – Bàn thua

%T – Tỷ lệ trận thắng
Quốc tịch được xác định theo mã quốc gia FIFA.